# Electronic Gaming Monthly
Electronic Gaming Monthly este o revistă americană de jurnalism de jocuri video cu apariție lunară, care cuprinde articole, știri, strategii de joc, precum și recenzii pentru jocuri video și console. S-a ocupat cel mai mult de recenzii ale jocurilor pentru consolă.

## Jocul anului
- 1988 – Double Dragon (Nintendo Entertainment System)
- 1989 – Ghouls n Ghosts (Sega Genesis)
- 1990 – Strider (Sega Genesis)
- 1991 – Sonic The Hedgehog (Sega Genesis)
- 1992 – Street Fighter II (Super NES)
- 1993 – Samurai Shodown (Neo Geo)
- 1994 – Donkey Kong Country (Super NES)
- 1995 – Twisted Metal (PlayStation)
- 1996 – Super Mario 64 (Nintendo 64)
- 1997 – GoldenEye 007 (Nintendo 64)
- 1998 – The Legend of Zelda: Ocarina of Time (Nintendo 64)
- 1999 – Soulcalibur (Dreamcast)
- 2000 – Tony Hawk's Pro Skater 2 (PlayStation, Dreamcast, Nintendo 64)
- 2001 – Halo: Combat Evolved (Xbox)
- 2002 – Metroid Prime (GameCube)
- 2003 – Prince of Persia: The Sands of Time (PlayStation 2, Xbox, GameCube)
- 2004 – Halo 2 (Xbox)
- 2005 – Resident Evil 4 (GameCube, PS2)
- 2006 – The Legend of Zelda: Twilight Princess (Wii, GameCube)
- 2007 – BioShock (Xbox 360, PC)
- 2008 – Grand Theft Auto IV (PlayStation 3, Xbox 360)
- 2009 – Uncharted 2: Among Thieves (PlayStation 3)
- 2010 – Red Dead Redemption (PlayStation 3, Xbox 360)
- 2011 – The Elder Scrolls V: Skyrim (PlayStation 3, Xbox 360)
- 2012 – Far Cry 3 (PC, PlayStation 3, Xbox 360)
- 2013 – BioShock Infinite (PC, PlayStation 3, Xbox 360)
- 2014 - Dragon Age: Inquisition (PC, PlayStation 3, Xbox 360, PlayStation 4, Xbox One)

## Legături externe
- EGM Now
- Cele mai bune 200 de jocuri din toate timpurile Arhivat în 17 octombrie 2015, la Wayback Machine., conform EGM